# Далматински пршут
Далматински пршут  или далматинска пршута је аутохтони производ од сушеног свињског меса са подручја Далмације у Републици Хрватској. Њена специфичност се огледа у специфичним сензорним карактеристикама које произилазе из начина њене припреме и климатских и географских услова у производном подручју.
Пршуту карактерише препознатљива арома и укус, блага сланост и благи мирис дима. Специфична арома дима је најважнија карактеристикао овог производа у односу  на остале пршуте из ширег региона, Балканског полуострва.
Разлике у саставу испарљивих једињења између далматинског пршута и неких других пршута са југа
Европе потврђена су и научна истраживањима којим је утврђено постојање одређених фенола, вероватно одговорних за арому и мирис дима.  Нека старија истраживања наводе и већи удео протеина као специфичност далматинског пршута.

## Историја
Далматински пршут као традиционални производ на читавом географском подручју Далмације, које укључује најдужи и највећи део хрватске обале уз Јадранско море.  Производи се, од давнина, када се  вештина обраде и конзервирања свињског меса сољењем и сушењем проширила из старог Рима на европски континент укључујучи и Далмацију. Од тада се вештина производње далматинског пршута преноси с колена на колено, и временом се развија процес специфичан за подручје Далмације. Све до почетка друге половине 20. века, пршут је скоро искључиво шушен на сеоским имањима.
Ограничена производња  је дозвољавала је конзумацију пршута само у богатијим сеоским домаћинствима. Глави  снабдевачи  тржишта пршутом била су средња и сиромашнија сеоска домаћинства јер је за њих пршут била прескупа храна. Пршута се углавном продавала у градовима у којима се сервирала и јела  у угоститељским објектима или у добростојећим домаћинствима.
Упркос скромној производњи, он се до почетка  Другог светског рат  разликовао од осталих пршута које су се тада појавили на тржишту Краљевина Југославије.
Новонастали економски услови после Другог светског рата у СФР Југославији на шта је утицао значајан развој задруга и оснивање нових задруга, од којих су многе ангажовале поред остале производње и производњи пршута, што је утицало да квалитет и јединственост далматинског пршута бива врло брзо препозната ван производног подручја (Далмације).
Од 1960-их година, са  растом животног стандарда, и развоја туризма посебно у приморском подручју и у блиском залеђу све је већа потрошња пршута, па  самим тим и производња пршута< тако да је средином 1980-их година  далматински пршут постао један од најважнијих производ у својој категорији у читавој бившој Југославији.
У Хрватској Далматински пршут је временом постао један је од ретких аутохтоних производа, који се у последњих шест деценија  нуди као хладно предјело у многим ресторанима широм Хрватске.
Због своје јединствености и препознатљивости постао је предмет научног истраживања у сврху његове валоризације, а његов начин производње је  описана у универзитетским уџбеницима.

## Географске карактеристике производног подручја
Далматински пршут се производи на целом земљорадничком подручју Далмације које обухвата најдужи и највећи де хрватског приморја дуж јадранског мора, који се састоји се од острвског и обалног дела и субмедитеранске унутрашњости. Обала, острва и планине у залеђу Далмације пружају се претежно паралелно у смеру северозапад-југоисток.

### Рељеф
Рељеф је у унутрашњости Далмације планински са крашким облицима као што су увале, пећине, понори и крашка поља. Кршко подручје је претежито грађено од кречњака и доломита, са изузетком великог флишног подручја Равних Котара.

### Клима
Како макроклиматски услови производног подручја утичу на процесе и ток ензиматских активности у пршуту, односно на формирање пожељних сензорских својстава, посебно мирис и укус пршута, географске карактеристике климе која влада на подручју Далмације је веома добра за ову делатност јер је поседује карактеристике средоземне климе са топлим и сувим летима и благим и влажним зимама. 
Ветрови
Целим подручје Далмације већи део године дувају ветрови. Најзначајнији су бура која дува са копна према мору, затим југо, левант и маестрал, који дувају једино дању са мора на копно. Анализом података контингенцијске појаве одређеног смера ветра уочава се да на подручју Далмације најчешће дувају ветрови који су обично хладни и суви. Оваква ружа ветрова својим правилним и сталним струјање ваздуха створила је природне услове за квалитетно и оптимално сушење и зрење пршута.
Температура вазуха
Осим струјања ваздуха за правилно сољење, сушење и зрење пршута врло је значајна и температура ваздуха и релативна влажност атмосфере, односно просторије у којима се одвија технолошки процес.
Средња зимска температура креће се 3,6 до 9,0°C, а средња летња варира између 24,7 и 25,3°C. Изотерме се пружају паралелно са обалом, односно температура пада или расте у зависности од удаљености од обале.
Влажност ваздуха
Релативна влажност ваздуха током године варира од 56 до 76%, тако да се у историји производња Далматинског пршута односно фаза сољења одвијала само у зимским месецима (новембар, децембар, јануар и фебруар) јер је месо било потребно сачувати од кварења када су температуре ваздуха ниске. 

## Технолошки поступак

### Одабир и припрема сировине
Процес производње далматинског пршута започиње контролом квалитета сировина, или избором само оних свежих свињских бутева чија физичко-хемијска и сензорна својства задовољавају законске одредбе.   У случају мањих неправилности у облика бута, могуће је даље обрађивати појединачне бут како би се добио коначан правилан.
Пре сољења бут се обавезно масира (цеди) како би се из њега  исцедити преостала крв, а посебно из феморалне артерије која се налази у бразди мускулатура на медијалној страни бута.

### Сољење пршута
Фаза сољења је најкритичнија у технолошком процесу производње пршута, је се мора окончати у што краћем времену од клањ, на ниској температури од 2 - 6°C и релативна влажност већој од 80%.
Брзи и равномерни продор соли у бутне мишиће од велике је важности за квалитет готових производа и зато је веома важно да бутеви имају уједначену температуру (1 - 4°C).
Далматински пршут може се солити само морском сољу, без додатка других зачина и конзерванса и адитива. Обрађене бутине добро се натрљају сувом сољу по целој површини и остављају да леже са медијалном страном окренутом нагоре.
Након 7-10 дана (у зависности од тежине бута) потребно је месо поново натрљати сољу и положити  га да лежи наредних 7-10 дана са медијалом страном надоле.

### Пресовање бутева
Главни циљ ове додатне фазе   је правилно обликовање пршута, што је посебно важно када се он  у целини ставља на тржиште, са костима.
Пресовање се врши тако да бутеви слажу у редове  између плоча и притискају  теретом.
Фаза пресовања траје 7-10 дана, затим се бутине перу чистом водом и оцеде, након чега су спремне за димљење и сазревање.
Као и у фази сољења, температура током пресовања мора бити 2 - 6°C, а релативна влажност  већа од 80%.

### Димљење и сушење пршута
Правилно посољене  бутине, опране и оцеђене, везују  се канапом или се окаче о куку од нерђајућег челик изнад пете бутне квржице   (tuber calcanei) и  слажу у посебну беспрекорно чисту просторију (комору)  за изједначавања температуре пре пушења. Комора (соба) мора имати вентилационе отворе заштићене мрежом, како би се спречио улазак инсеката.
После изједначавајући температуру слане и оцеђене бутине уједначене температуре диме се у сушари хладним димом добијеним сагоревањем тврдог дрвета букве, храста, граба или букове пиљевине.
Ако се пушење врши на класичан начин са отвореним огњиштем потребно је посебно водити рачуна да температура у просторији (комори) за димнљење не прелази 22°C. Више температуре прелазе границу хладног димљења што резултује денатурацијом (умрежавањем) протеина у површинском слоју пршута.
Димљење и сушење пршута траје до 45 дана.

### Зрење пршута
Пршута након сушења у пушници зри у просторији (комори) за зрење, у којој влада стабилна микроклима и која мора да има  отворе за размену ваздуха (прозоре) за правилно одвијање технолошког процеса. Сви отвори морају бити заштићени густом мрежицом која спречава слободан улазак инсеката, глодара и других паразита.
У просторијама за сазревање температура не сме да прелази 20°C, а релативна влажност ваздуха је испод 90%, јер у  таквим микроклиматским условима пршут равномерно губи влагу и правилно сазрева.
Како током сазревања пршута  настају пукотине дозвољено је „штуковати“ пукотине настале на медијалној страни пршута смешом од млевене свињске масти и пшенилног или пиринчаног брашна са додатком соли.
Фаза сазревања одвија се у замараченој просторији условима уз балгу промену ваздух. После годину дана од дана почетка сољења, пршута је зрела и спремна за употребу или продају.

### Паковање и дистрибуција
Далматински пршут се дистрибуира на тржиште као цела шунка, у већим комадима или танко нарезан. У случају када се производ ставља на тржиште у комадима или нарезан, он се пакује у затворена паковања намењена за препродају. Ова активност може да се обавља у и ван географског подручја у коме се производи пршут (Далмације).
Далматински пршут се може пустити у промет само као производ са географском ознаком „далматински пршут“ тек након завршетка последње фазе производње и након што је тело за сертификацију утврдило усклађеност производа са спецификацијом.
Сваки пакет који се дистрибуира тржишту мора бити обележен у складу са законским одредбама које се односе на производ са географском ознаком „далматински пршут“.